# Sivert Knudsen Aarflot
Sivert Knudsen Aarflot, född 1759, död 1817, var en norsk lärare och boktryckare. Han var skollärare på Søndmøre / Sunnmøre 1778–98 och därefter lensmand i Volden, är känd för sitt arbete i folkupplysningens tjänst och för införande av förbättringar i jordbruket. 1808 fick han tillstånd att anlägga ett boktryckeri på sin gård Eksæt och varifrån han bl.a. 1810–16 utgav veckotidningen Norsk landboeblad, som han själv redigerade.